# ليك بلاسيد (نيويورك)
ليك بلاسيد (بالإنجليزية: Lake Placid, New York)‏ هي بلدة تقع في الولايات المتحدة في نيويورك (ولاية). يقدر عدد سكانها بـ 2,521 نسمة ومساحتها 3.9 كم2 وترتفع عن سطح البحر 549 متر.

## التركيبة السكانية
حدّد مكتب تعداد الولايات المتحدة بيانات التركيبة السكانية لليك بلاسيد في تعداد الولايات المتحدة. في ما يلي، التركيبة السكانية حسب تعدادي 2000 و2010.

### تعداد عام 2000
بلغ عدد سكان ليك بلاسيد 2,638 نسمة بحسب تعداد عام 2000، وبلغ عدد الأسر 1,303 أسرة وعدد العائلات 604 عائلة مقيمة في القرية. في حين سجلت الكثافة السكانية 662.8 نسمة لكل كيلومتر مربع (1,716.6/ميل2). وبلغ عدد الوحدات السكنية 1,765 وحدة بمتوسط كثافة قدره 443.5 لكل كيلومتر مربع (1,148.7/ميل2).
وتوزع التركيب العرقي للقرية بنسبة 95.75% من البيض و0.68% من الأمريكيين الأفارقة و0.45% من الأمريكيين الأصليين و0.91% من الأمريكيين ذوي الأصول الآسيوية و0.57% من سكان جزر المحيط الهادئ و0.19% من الأعراق الأخرى و1.44% من عرقين مختلطين أو أكثر و0.91% من الهسبانيون أو اللاتينيون من أي عرق.
بلغ عدد الأسر 1,303 أسرة كانت نسبة 24.3% منها لديها أطفال تحت سن الثامنة عشر تعيش معهم، وبلغت نسبة الأزواج القاطنين مع بعضهم البعض 34.1% من أصل المجموع الكلي للأسر، ونسبة 8.4% من الأسر كان لديها معيلات من الإناث دون وجود شريك، بينما كانت نسبة 3.8% من الأسر لديها معيلون من الذكور دون وجود شريكة وكانت نسبة 53.6% من غير العائلات. تألفت نسبة 45.7% من أصل جميع الأسر من عدة أفراد يعيشون في نفس المنزل ونسبة 16.9% كانت تتألف من شخص يعيش بمفرده يبلغ من العمر 65 عاماً أو أكثر. وبلغ متوسط حجم الأسرة المعيشية 2.02، أما متوسط حجم العائلات فبلغ 2.93.
بلغ العمر الوسطي للسكان 36.8 عاماً. وكانت نسبة 22.4% من القاطنين تحت سن الثامنة عشر، وكانت نسبة 8.5% بين الثامنة عشر والرابعة والعشرين عاماً، ونسبة 33.2% كانت واقعةً في الفئة العمرية ما بين الخامسة والعشرين والرابعة والأربعين عاماً، ونسبة 19.3% كانت ما بين الخامسة والأربعين والرابعة والستين، ونسبة 16.6% كانت ضمن فئة الخامسة والستين عاماً فما فوق. يوجد لكل 100 أنثى 92.4 ذكر، ويوجد لكل 100 أنثى في الثامنة عشر من عمرها فما فوق 88.3 ذكر.
بلغ متوسط دخل الأسرة في القرية 28,239 دولارًا، أما متوسط دخل العائلة فبلغ 43,042 دولارًا. وكان متوسط دخل الذكور 26,585 دولارًا مقابل 21,750 دولارًا للإناث. وسجل دخل الفرد الخاص بالقرية 18,507 دولارًا. وكانت نسبة 8.5% من العائلات ونسبة 13.2% من السكان تحت خط الفقر، وكان من هؤلاء نسبة 14.3% تحت سن الثامنة عشر ونسبة 17.8% في الخامسة والستين من العمر وما فوق.

### تعداد عام 2010
بلغ عدد سكان ليك بلاسيد 2,521 نسمة بحسب تعداد عام 2010، وبلغ عدد الأسر 1,281 أسرة وعدد العائلات 552 عائلة مقيمة في القرية. في حين سجلت الكثافة السكانية 633.4 نسمة لكل كيلومتر مربع (1,640.5/ميل2). وبلغ عدد الوحدات السكنية 1,872 وحدة بمتوسط كثافة قدره 470.4 لكل كيلومتر مربع (1,218.3/ميل2).
وتوزع التركيب العرقي للقرية بنسبة 95.83% من البيض و0.91% من الأمريكيين الأفارقة و0.32% من الأمريكيين الأصليين و1.79% من الأمريكيين ذوي الأصول الآسيوية و0.08% من سكان جزر المحيط الهادئ و0.28% من الأعراق الأخرى و0.79% من عرقين مختلطين أو أكثر و1.31% من الهسبانيون أو اللاتينيون من أي عرق.
بلغ عدد الأسر 1,281 أسرة كانت نسبة 20% منها لديها أطفال تحت سن الثامنة عشر تعيش معهم، وبلغت نسبة الأزواج القاطنين مع بعضهم البعض 30.8% من أصل المجموع الكلي للأسر، ونسبة 8.8% من الأسر كان لديها معيلات من الإناث دون وجود شريك، بينما كانت نسبة 3.5% من الأسر لديها معيلون من الذكور دون وجود شريكة وكانت نسبة 56.9% من غير العائلات. تألفت نسبة 47.5% من أصل جميع الأسر من عدة أفراد يعيشون في نفس المنزل ونسبة 15.3% كانت تتألف من شخص يعيش بمفرده يبلغ من العمر 65 عاماً أو أكثر. وبلغ متوسط حجم الأسرة المعيشية 1.91، أما متوسط حجم العائلات فبلغ 2.77.
بلغ العمر الوسطي للسكان 41.5 عاماً. وكانت نسبة 18.4% من القاطنين تحت سن الثامنة عشر، وكانت نسبة 9% بين الثامنة عشر والرابعة والعشرين عاماً، ونسبة 26.7% كانت واقعةً في الفئة العمرية ما بين الخامسة والعشرين والرابعة والأربعين عاماً، ونسبة 29.3% كانت ما بين الخامسة والأربعين والرابعة والستين، ونسبة 16.5% كانت ضمن فئة الخامسة والستين عاماً فما فوق. وتوزع التركيب الجنسي للسكان بنسبة 49.9% ذكور و50.1% إناث.

## المناخ
يظهر الجدول التالي التغييرات المناخية على مدار السنة لليك بلاسيد:
| البيانات المناخية لـليك بلاسيد    | البيانات المناخية لـليك بلاسيد | البيانات المناخية لـليك بلاسيد | البيانات المناخية لـليك بلاسيد | البيانات المناخية لـليك بلاسيد | البيانات المناخية لـليك بلاسيد | البيانات المناخية لـليك بلاسيد | البيانات المناخية لـليك بلاسيد | البيانات المناخية لـليك بلاسيد | البيانات المناخية لـليك بلاسيد | البيانات المناخية لـليك بلاسيد | البيانات المناخية لـليك بلاسيد | البيانات المناخية لـليك بلاسيد | البيانات المناخية لـليك بلاسيد |
| الشهر                             | يناير                          | فبراير                         | مارس                           | أبريل                          | مايو                           | يونيو                          | يوليو                          | أغسطس                          | سبتمبر                         | أكتوبر                         | نوفمبر                         | ديسمبر                         | المعدل السنوي                  |
| --------------------------------- | ------------------------------ | ------------------------------ | ------------------------------ | ------------------------------ | ------------------------------ | ------------------------------ | ------------------------------ | ------------------------------ | ------------------------------ | ------------------------------ | ------------------------------ | ------------------------------ | ------------------------------ |
| الدرجة القصوى °ف (°م)             | 61.2 (16.2)                    | 63.2 (17.3)                    | 77.3 (25.2)                    | 87.6 (30.9)                    | 89.3 (31.8)                    | 91.7 (33.2)                    | 91.4 (33.0)                    | 93.9 (34.4)                    | 90.9 (32.7)                    | 78.9 (26.1)                    | 68.1 (20.1)                    | 63.6 (17.6)                    | 93.9 (34.4)                    |
| متوسط درجة الحرارة الكبرى °ف (°م) | 26.0 (−3.3)                    | 30.1 (−1.1)                    | 38.4 (3.6)                     | 51.9 (11.1)                    | 64.5 (18.1)                    | 72.9 (22.7)                    | 76.5 (24.7)                    | 74.9 (23.8)                    | 67.5 (19.7)                    | 55.2 (12.9)                    | 42.3 (5.7)                     | 30.6 (−0.8)                    | 52.7 (11.5)                    |
| المتوسط اليومي °ف (°م)            | 15.3 (−9.3)                    | 18.3 (−7.6)                    | 26.7 (−2.9)                    | 40.0 (4.4)                     | 51.6 (10.9)                    | 60.6 (15.9)                    | 64.5 (18.1)                    | 62.9 (17.2)                    | 55.6 (13.1)                    | 44.4 (6.9)                     | 33.4 (0.8)                     | 21.3 (−5.9)                    | 41.3 (5.2)                     |
| متوسط درجة الحرارة الصغرى °ف (°م) | 4.6 (−15.2)                    | 6.5 (−14.2)                    | 14.9 (−9.5)                    | 28.2 (−2.1)                    | 38.7 (3.7)                     | 48.2 (9.0)                     | 52.5 (11.4)                    | 50.9 (10.5)                    | 43.7 (6.5)                     | 33.6 (0.9)                     | 24.4 (−4.2)                    | 12.0 (−11.1)                   | 30.0 (−1.1)                    |
| أدنى درجة حرارة °ف (°م)           | −34.4 (−36.9)                  | −30.2 (−34.6)                  | −27.9 (−33.3)                  | −1.8 (−18.8)                   | 20.0 (−6.7)                    | 25.3 (−3.7)                    | 33.4 (0.8)                     | 32.2 (0.1)                     | 21.6 (−5.8)                    | 12.0 (−11.1)                   | −18.0 (−27.8)                  | −30.1 (−34.5)                  | −34.4 (−36.9)                  |
| الهطول إنش (مم)                   | 2.60 (66)                      | 2.10 (53)                      | 2.62 (67)                      | 2.80 (71)                      | 3.47 (88)                      | 4.40 (112)                     | 4.29 (109)                     | 4.12 (105)                     | 3.94 (100)                     | 4.00 (102)                     | 3.48 (88)                      | 3.10 (79)                      | 40.92 (1٬039)                  |
| متوسط الرطوبة النسبية (%)         | 75.4                           | 70.8                           | 66.7                           | 63.2                           | 63.2                           | 71.7                           | 73.1                           | 76.5                           | 77.0                           | 74.2                           | 79.0                           | 81.8                           | 72.7                           |
| المصدر: PRISM                     |                                |                                |                                |                                |                                |                                |                                |                                |                                |                                |                                |                                |                                |

## أعلام
- دوغلاس هاسكيل
- جاك شي
- ستيفن هولكومب
- أرت ديفلن
- كيسي كولبي
- هوبير ستيفنز
- جوناتان يوهانسون
- سيلفي جونغ هينروتين
- كاليب سميث
- دونلد أيوين كامرون